# Tituškové

Tituškové

Tituškové (ukrajinsky: тітушки) je termín používaný ukrajinskými médii a účastníky euromajdanu pro pouliční rváče – provokatéry, kteří jsou oblečení jako účastníci euromajdanu. Jejich úkolem je rozpoutávat násilné konflikty a šířit chaos. Často se vyskytují zprávy o tom, že tituškové jsou napojeni na Stranu regionů, za kterou kandidoval prezident Viktor Janukovyč.
Název získali od Vadyma Tituška (ukr. Вадим Тітушко). Dvacetiletý mistr bojových umění se v květnu 2013 se skupinou přátel připojil k provládním demonstrantům v Kyjevě, kde brutálně napadl dva novináře. Ukrajinci pak po mladíkovi oblečeném do černé teplákové soupravy pojmenovali násilníky najímané vládou k provokacím a "špinavé práci."
Tituškové jsou často ozbrojeni noži, molotovovými koktejly, dělobuchy, ale mají také střelné zbraně. Dopouštějí se násilí i na demonstrantech a jsou podezřelí z vraždy novináře Vjačeslava Veremije.
Jsou jim připisovány i útoky na vládní budovy a místní zastupitelstva. Po rozpoutání konfliktu se stahují do bezpečí. Kvůli působení titušků jsou opoziční demonstranti označováni za teroristy, přestože i oni jsou terčem útoků titušků. Zároveň se na titušky svádí veškeré násilí, které páchají demonstranti.
Po útěku V. Janukoviče pořádájí demonstranti "lovy" na titušky a objevují se zprávy o násilí na osobách, které jsou často bez důkazů obviněny, že patří k tituškům.